# 高教界民主行動

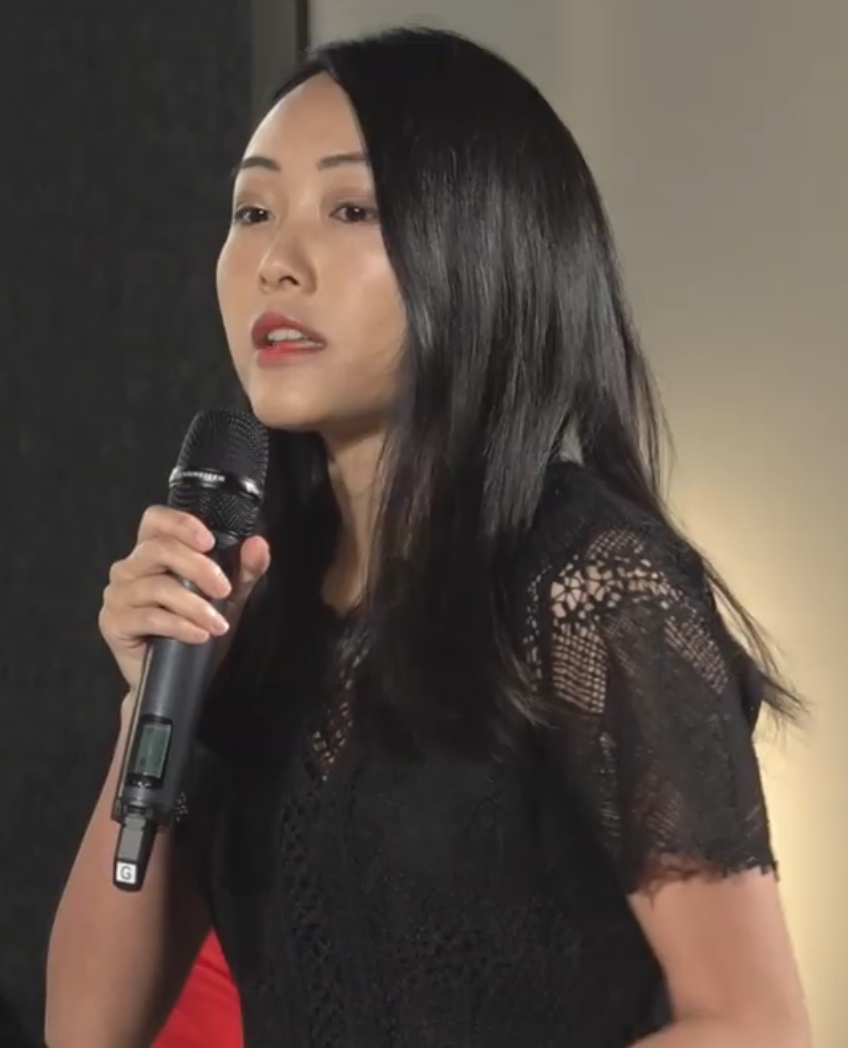
「高教界民主行動」高等教育界選委阮穎嫻

高教界民主行動是香港高等教育界人士參選選委會選舉時所成立的聯盟，自2006年成立，並一直有參加選舉委員會界別分組選舉。

## 歷史
在2006年前，高教界因民主派對小圈子選舉的杯葛，多數選委均是建制派。但在2005年時，李永達計劃出選特首失敗後，民主派意識到要加強行政長官選舉競爭性，於是一改杯葛的態度，開始在各個界別參選，高教界是其中之一。2006年選委會選舉，聯盟當時由15名立場傾向民主派的高教界人士組成，競爭高教界的20席，結果高教界民主行動團隊全勝，隨後聯盟將所有提名票都給予民主派的梁家傑，令他可以正式成為行政長官參選人。
2011年，高教界議席因2010年政改增加至30席。今次聯盟派出24人參選，最後全數當選。此次聯盟的24票亦全數給予民主派的何俊仁。
2016年，高教界民主行動初時只派出29人參選，後來增至30人。高教界民主行動此屆參加了協調民主派出選和投票策略的民主300+。這屆選舉戰況激烈，高教界民主行動除了要跟建制派團隊競逐30個議席，同屬民主派但主張投白票的Politics 1001:學者抗命和學界同盟 2017亦加入戰團。此屆選舉因梁振英施政表現和佔中等原因，投票率大幅度提高，高教界民主行動受惠於大環境和固有優勢之下，首次全取界別內30席。最低票當選者袁效賢與最高票落敗者雷鼎鳴的得票更加有一倍的差距。